# Robert Cordier
Pour les articles homonymes, voir Robert Cordier (graveur) et Cordier (homonymie).
Robert Alphonse  Cordier, né le 26 août 1933 à Binche en Belgique et mort le 7 avril 2020 dans le 14e arrondissement de Paris,, est un metteur en scène, cinéaste, acteur, poète, écrivain, dramaturge, scénariste, traducteur et pédagogue belge. 
Il est le fondateur du Cours Robert Cordier, de The Action Studio et de l'Association Théâtre Action qui devint Acting International.

## Biographie

### Débuts en Belgique
Robert Cordier est né en 1933 à Binche, du champion cycliste Adrien Cordier et de Émilie Gressier. En 1949 il débute sur scène dans La Veuve joyeuse, avec une troupe d'amateurs de Binche. La même année il intègre l'école de cinéma de Ciné Revue. Reçu par Françoise Rosay, marraine de l'école, il tourne bientôt dans Ah qu'il fait bon chez nous d'Émile-Georges De Meyst. Il entre ensuite au Rideau de Bruxelles où il rencontre le mime Marceau qui l'invite à venir travailler avec lui à Paris.

### Jeunesse à Paris
À Paris Cordier rencontre Jean Genet qui l'oriente vers le Centre national du spectacle, où il sera accepté sur audition privée avec Jean Meyer. Il apprend le métier également à l’école de Charles Dullin. Après son succès au concours de fin d'année dans Valère du Tartuffe (avec Stéphane Audran), Jean Vilar lui propose le rôle de Tébaldéo dans Lorenzaccio. D’autres propositions affluent mais, à la suite d'un différend avec Gérard Philipe, Robert Cordier part poursuivre sa carrière aux États-Unis.

### Années 1950
Aux États-Unis Robert Cordier étudie à la Wharton School of Business. En même temps il écrit les articles sur le jazz aux États–Unis. Il se lie d’amitié avec Charlie Parker, Louis Armstrong et Miles Davis. À New York il rencontre Chet Baker et Harold Clurman (en) dont il suivra les « master classes » .
Ses poésies, traduites par John Ashbery, sont publiées dans les revues Exodus et The Chelsea Review & Folder. Entre ses amis de l’époque, on compte Corso, Ginsberg, Kerouac, William Styron, Mailer, Southern, scénariste de Kubrick, Beck et Malina, Louise Bourgeois, Anaïs Nin, John Cage, Mark Rothko, Robert De Niro, Sr. (en) .
En 1954, il commence son service dans l’armée américaine. Pendant le conflit coréen, Cordier dirige la Special Services Division du Théâtre de l'Armée, à Fort Monmouth (en), près de New York. Il met en scène Jules César et Les Fourberies de Scapin.
En 1956, après l'armée, il revoit Jean Vilar à Paris et rencontre James Baldwin. Tous les trois travailleront plus tard aux États-Unis pour la cause des droits civiques des noirs.
À l'été 1956, il fonde sa compagnie Playmakers et monte des spectacles dans son premier théâtre dont il devient le fondateur et le directeur artistique, The Old Mill Theatre. Il monte plusieurs spectacles dont Escurial de Ghelderode et co - produit avec l’Actors Studio  Les Joueurs de Gogol et Village Wooing de George Bernard Shaw.
En 1957, grâce au succès rencontré lors de la première saison de Playmakers, Cordier initie la réhabilitation du Strand, un ancien cinéma de 1000 places, sur la côte atlantique à Long Branch. Charles Laughton et Mike Todd sont parmi les actionnaires du projet. Avec Luther Adler, ancien du Group Theatre (en) et des recrues de l'Actors Studio, The Strand Theatre produira pendant sa première saison 7 spectacles, dont Vu du pont de Arthur Miller,  La ménagerie de verre de Tennessee Williams ; des concerts de jazz avec Dave Brubeck, Gerry Mulligan et Stan Getz. Mais, malgré le succès, des ennuis financiers l'incitent à quitter Long Branch pour New York.
En 1959, il monte Ping-Pong d'Adamov. Sartre et Jean Vilar envoient des textes pour la création. La critique sera mauvaise, mais Albert Bermel réhabilite le spectacle : « Ping-Pong est l'œuvre dramatique la plus originale montée durant la saison 1958-1959... la mise en scène était probante et irréfutable, la comédie grotesque, stimulante et efficace. Monsieur Cordier a fait montre d'une folle inventivité, et les acteurs preuve d'une force exceptionnelle, de fluidité et d'une clarté de diction peu commune pour une troupe off-Broadway... » 

### Années 1960

#### Beat generation
En 1959 Cordier part au Mexique avec les beatniks de Lawrence LeClair (surnommé 'Turk LeClair'). Larry Fink se joint à eux. Alain Jouffroy écrit dans Kerouac City Blues : « J'ai fait paraître en 1960 les photos de Larry Fink, et un long texte de Robert Cordier, dans l'hebdomadaire Arts - Spectacles, et c'est à partir de ces grandes pages que l'on a commencé, en France, où l'on n'en connaissait rien, à parler de ce qu'on a appelé ensuite la Beat generation. » . En 1960 Gregory Corso, Alain Jouffroy, Jean-Jacques Lebel et Cordier présentent la première séance en France de Poésie et Jazz, à la Galerie 55.

#### L’Actors Studio
Ayant construit des relations de confiance avec l’Actors Studio et son directeur Lee Strasberg en particulier par le travail de Playmakers à The Old Mill Theatre et The Strand Theatre, Cordier monte, avec Burgess Meredith et Rip Torn Blues for Mister Charlie (en) de James Baldwin. Cette production de l'Actors Studio joue lors de sa saison 1964 à Broadway. À la parution du livre, Baldwin le dédicacera à Cordier : « À Bobby sans qui ce voyage n'aurait jamais pu se faire. »

#### Le combat pour la cause des droits civiques des noirs
Après le succès de Blues for Mister Charlie (en) à Broadway Cordier prend une décision inattendue. En 1964 il accepte la direction artistique du Free Southern Theatre qui joue des pièces du répertoire dans les États ségrégationnistes du Sud, avec des acteurs noirs et blancs. Souvent malmenés ou incarcérés dans les prisons sudistes, Cordier et deux acteurs sont poursuivis une nuit, après une représentation de In White America, par des tueurs du Ku Klux Klan dans les bayous de la Louisiane. Ils seront sauvés in-extremis par les Deacons (en), les noirs vigilants  de Jonesboro, puis acclamés comme des héros par les médias. Cordier et Gil Moses en tireront un spectacle-réalité. Le Président Lyndon Johnson fera protéger la troupe par les polices locales et le FBI pour le reste de la tournée qui fut baptisée '’The Year of Revolt'’ (L’Année de la Révolte).

#### Théâtre et happenings à New York
Cordier monte René de Obaldia et des spectacles d'avant-garde notamment avec Barry Primus, futur star de Kazan et Martin Scorsese, Roberts Blossom, Betty Lou Holland, Taylor Meade et des acteurs du Living Theatre dont Warren Finnerty.
En 1962 il fait un happening au Living Theatre avec Lebel et Jouffroy en hommage à Marcel Duchamp, en sa présence. En 1965 il crée un happening, Le grand masturbateur, avec Ava Gardner et Salvador Dalí, dans les salons du St. Régis. Robert Rauschenberg et Mia Farrow y participent. En 1966 Cordier fait un happening filmé à New York du Cœur à Gaz de Tristan Tzara avec Warhol en guest star.
En 1966 Cordier monte Brecht et Billy the Kid or The Blossom de Michael McClure. « Robert Cordier est un astronaute DNA voyageant à travers l'espace théâtre dans les images qu'il crée avec son art. Sa production de ma pièce Billy the Kid fut l'une des expériences révélatrices, extravagantes, joyeuses et terrifiantes que le drame m'a apportées, » écrira Michael McClure.

#### Télévision
En 1966, Cordier prépare un événementiel Cinéma et Théâtre pour l'un des sept pavillons du thème, EXPO 67 à Montréal : Man and His Health (L'Homme et Sa Santé).
Le disc jockey Murray the K (en) propose à Cordier de « refaire avec le rock ce qu'il a fait pour la médecine à l'EXPO 67» . Ce projet prendra réalité en 1967 Murray the K in New York, le premier 'Rock Spectacular' filmé pour la chaîne ABC New York, avec Jim Morrison, The Doors, Otis Redding, Aretha Franklin, The Beatles, The Association, Spanky and Our Gang, Sam & Dave, Ritchie Havens (en). Le projet sera parrainé par le maire de New York John Lindsay et la star d'Hollywood Joan Crawford.

#### Travail à Paris
Lors de ses séjours à Paris Cordier voit François Truffaut, Louis Malle, Claude Chabrol, Francis Blanche, Jean Carmet et Jean Pierre Melville qui deviendra son mentor. Il travaille également chez Tamara Films sur Hiroshima mon amour, Un couple de Jean-Pierre Mocky et un projet du mime Marceau.

### Années 1970

#### Mise en scènes
En 1971 Cordier monte Black Sun de Antonin Artaud au La MaMa Experimental Theatre Club. Elvin Jones fait la musique. Les Lettres Françaises, publient l'article de Alain Jouffroy sur le spectacle : « C'était extraordinaire: je crois que je n'ai jamais rien vu de plus beau de plus dérisoirement, de plus tranquillement beau de ma vie dans une salle de théâtre... » . En 1972 Cordier monte Dom Juan au Hampstead à Londres avec Tom Conti et Lindsay Duncan.

#### Cinéma
Cordier écrit Injun Fender « une des plus belles chroniques de notre vécu rock&rollien », « l'agonie d'une rock star » , avec Denis Campbell, Lillian Nanine Carney, Nancy Salmon, Valois Mickens et Eric Emerson. Le film Fender l'Indien (Injun Fender), d'abord interdit par la censure en France, puis libéré par Michel Guy, sera un succès dans les salles d'Art & d'Essai . « Du côté de Burroughs... sans aucun doute le plus beau film que l'on ait tourné sur la poésie trouble du rock des villes. Un poème et un chant d'amour. » écrit Paul Alessandrini dans Rock & Folk. « Peu ont vu NY ainsi. Un classique pour la génération future. C'est un grand film, » dira Richard Lindner. En 1974 il est président du jury du Festival de Locarno qui l'avait primé l'année précédente. Il tourne Ricardo Bofill / Taller d'Arquitectura, long métrage documentaire pour France télévisions.

### La suite de sa carrière
Sa troupe de théâtre débute au Centre Pompidou, joue au Grand Rex, puis au Théâtre Marie Stuart. Cordier prend également la direction du Centre dramatique Hennuyer à Mons. Son spectacle The Game of love and chance (Le jeu de l'amour et du hasard) de Marivaux part en tournée à Paris, Londres, Amsterdam, Southampton. Son autre spectacle La nuit des rois fait également une tournée internationale. En 1987, il monte Mort de chien de Hugo Claus, Haute Surveillance de Genet et Savage/Love de Sam Shepard. Savage/Love avec Lesley Chatterley jouera 950 fois en Europe. En 1980 Cordier fonde l’école de théâtre et de cinéma Acting International. Depuis il se consacre essentiellement à l’enseignement, tout en continuant des projets de mise en scènes, réalisation, écriture et radio.

## Metteur en scène
- 1955 : Jules César de William Shakespeare
- 1955 : Les Fourberies de Scapin de Molière
- 1956 : Liliom de Ferenc Molnar
- 1956 : Our Town de Thornton Wilder
- 1956 :  Escurial de Ghelderode
- 1956 : The Rainmaker de N. Richard Nash
- 1956 : Scapin the rascal d’après l’œuvre de Molière
- 1956 : Liliom de Ferenc Molnar
- 1956 : Hot Peppers de Noël Coward
- 1956 : The Fourposter Bed de Jan de Hartog
- 1957 : Vu du pont de Arthur Miller. (co-mise en scène avec Luther Adler)
- 1957 : La ménagerie de verre de Tennessee Williams
- 1959 : Ping-Pong de Arthur Adamov
- 1964 : The departed de René de Obaldia
- 1964 : Poivre de Cayenne  de René de Obaldia
- 1964 : The Grand Vizir de René de Obaldia
- 1965 : Le Grand Masturbateur, Happening avec Salvador Dalí, Ava Gardner et Mia Farrow
- 1965 : In White America de Martin Duberman
- 1965 : Shadow of a Gunman de Sean O'Casey
- 1965 : The rifles of Senora Carrar de Bertolt Brecht
- 1965 : The Jonesboro Story de Gilbert Moses et Robert Cordier
- 1965 : The Bogalusa Thing de Gilbert Moses et Robert Cordier
- 1966 : Le Cœur à gaz de Tristan Tzara (Guest Star: Andy Warhol)
- 1966 : The Guillotine Mazurka de René de Obaldia
- 1966 : The Blossom or Billy the Kid de Michael McClure
- 1966 : La bonne âme de Sechuan de Bertolt Brecht
- 1971 : A night out de Harold Pinter
- 1971 : Black Sun de Antonin Artaud et Roger Vitrac
- 1971 : Pour en finir avec le jugement de Dieu de Antonin Artaud
- 1971 : Jet de sang / Lettres à Jacques Rivière de Antonin Artaud
- 1972 : Dom Juan de Molière
- 1972 : Doctor Dappertutto de Molière
- 1975 : Dom Juan de Molière
- 1983 : Ophélie / Variations de Shakespeare et Tristan Tzara
- 1984 : Artoise / Mécanisme pour démonter la mort de Robert Cordier
- 1984 : Savage / Love d’après les œuvres de Sam Shepard, Joseph Chaikin (en) et Robert Cordier
- 1984 : Angel City de Sam Shepard
- 1986 :  Haute Surveillance de Jean Genet
- 1986 :  Le jeu de l'amour et du hasard de Marivaux
- 1986 : Monologue de l'ange d’après les œuvres de Sam Shepard et Joseph Chaikin (en)
- 1986 :  La nuit des rois de Shakespeare
- 1987 : Nora / Julie d’après les œuvres de Henrik Ibsen, August Strindberg et Ingmar Bergman
- 1987 : 12th Night / Viola, d’après les œuvres de Shakespeare et Robert Cordier
- 1987 : Fool for love de Sam Shepard
- 1987 : Mort de chien de Hugo Claus
- 1988 :  Mademoiselle Julie de August Strindberg
- 1988 :  La Fausse Suivante de Marivaux
- 1989 : Oncle Vania de Anton Tchekhov
- 1989 : Robespierre derniers temps de Jean-Philippe Domecq. Adaptation de Yves Vasseur
- 1990 : Monologue de l'ange d’après les œuvres de Sam Shepard et Joseph Chaikin (en)
- 1990 : Smooch Music de David Cale
- 1993 : Je me tiens devant toi nue de Joyce Carol Oates
- 1995 :  La putain respectueuse de Jean-Paul Sartre
- 1995 : Fool for Love de Sam Shepard
- 1995 : Tête de Tueur de Sam Shepard
- 1996 :  Woyzeck de Georg Büchner
- 1997 : Deals: Edmond de David Mamet
- 1997 : Roberto Zucco de Bernard-Marie Koltès
- 1998 : La Fausse épouse d’après les œuvres de Middleton, Rowley et Paul Morand
- 1999 : Hip Hop Hamlet d’après les œuvres de Shakespeare et Alexandre Dumas
- 2000 :  4.48 Psychose de Sarah Kane
- 2002 : Dommage qu'elle soit une putain de John Ford
- 2006 : Lui / Elle d’après les œuvres de Xavier Durringer et Robert Cordier
- 2008 : Miss Julie in Louisiana d’après les œuvres de August Strindberg, Patrick Marber et Robert Cordier

## Réalisateur

### Cinéma
- 1966 : The Long Stripe avec Tom Baker. Long métrage
- 1966 : Fuck the Sun / The Fugs, coréalisation avec John Palmer. Moyen métrage
- 1966 : Gasheart (Le cœur à Gaz), guest star Andy Warhol, musique Velvet Underground. Long métrage
- 1967 : 7 Deaths (7 Morts). Moyen métrage
- 1967 : Man and His Health (L'Homme et Sa Santé), EXPO 67 à Montréal
- 1973 : Injun Fender (Fender l'Indien). Long métrage
- 1975 : Ricardo Bofill. Taller d'arquitectura. Long métrage documentaire
- 2010 : Macbeth. Long métrage

### Télévision
- 1964 : Commedia dell'arte, série
- 1967 : Murray the K in New York avec Jim Morrison, Doors, Otis Redding, Aretha Franklin, The Beatles, The Association (pour la chaîne ABC New York)
- 1968 : Sam & Dave, Spanky & Our Gang, Ritchie Havens, Joan Crawford, émissions spéciales de 90 minutes
- 1974 : Wedding, long métrage documentaire
- 1975 : Michel Warren et Jacques Kerchache, le peintre et le chercheur, long métrage documentaire

### Radio
- 1976 : La Nef des fous du rock, France Musique, 6 épisodes de 90 minutes
- 1999 : Shepard, l'homme né de ses œuvres, France Culture 3 émissions de 90 minutes
- 1999 : Je me tiens devant toi nue de Joyce Carol Oates, France Culture
- 1999 : Tout est dans le timing de David Ives, France Culture
- 1999 : Un mensonge de l'esprit de Sam Shepard, France Culture

## Comédien

### Théâtre
- 1949 : La Veuve joyeuse, opérette de Franz Lehar, mise en scène Raymond Termolle
- 1950 : François Villon, textes de François Villon
- 1951 : Les Caprices de Mariannede Alfred de Musset, mise en scène de René Dupuis
- 1956 : See How they Run, mise en scène Robert Fortin
- 1956 :  Ten little Indians, mise en scène de Harold Stone
- 1956 :  Les Fourberies de Scapin de Molière
- 1965 :  Les Fusils de la mère Carrar de Brecht
- 1973 :  Dom Juan de Molière
- 2010 : L'heure du diable de Fernando Pessoa

### Cinéma
- 1951 : Ah! qu'il fait bon chez nous de Émile-Georges De Meyst
- 1951 : Le diable au corps de Nina Moscovici et Serge Mitrani
- 1951 : Le chemin de Damas de Max Glass
- 1970 : All Together Now de Willam Louis Allan
- 1996 : La vie est brutale de Eve Brian
- 1997 : J'irai au paradis car l'enfer est ici de Xavier Durringer : Baptiste

## Œuvres

### Livres et Articles
- 1952 : Les yeux de Lierre, poèmes
- 1965 : Opening Night in Bogalusa
- 1973 : John Cage par Robert Cordier
- 1973 : Richard Lindner, peintre de la modernité
- 1974 : Copi : subversion
- 1974 : Notes sur le film « Fender l'Indien »
- 1974 : Statue de Mots pour Marcel
- 1979 : La machine à compter : « Fender l'indien »
- 1979 : Closing Time, hommage à William Burroughs
- 1981 : Song de Hattie dans Babylone si froide
- 1985 : Shepard – Shaman
- 1971 : New York / New York
- 1978 : A silence violent
- 1979 : The book of dark horses: Artoise et Epitaths before their time
- 1984 : The Beard ou Fuck psychology!
- 1991 : The great outdoors (Le grand là-bas), poésie
- 1998 : Conversing with Cage
- 1998 : John Cage par John Cage

### Traductions
- 1959 : Ping-Pong d'Arthur Adamov
- 1966 : Gasheart de Tristan Tzara. Illustration d’Andy Warhol
- 1977 : Howl d’Allen Ginsberg
- 1983 : La Barbe de Michael McClure
- 1985 : Fool for Love de Sam Shepard
- 1999 : Un mensonge de l'esprit de Sam Shepard
- 1999 : All in the Timing de David Ives. Préface de Murray Schisgal
- 1999 : Tous les hommes sont des Putes de David Mamet
- 2000 : Angel City de Sam Shepard
- 2000 : Guerre au Ciel (Monologue de l'ange) de Sam Shepard
- 2001 : Je me tiens devant nue de Joyce Carol Oates
- 2001 : Miss Golden Dreams de Joyce Carol Oates
- 2002 : La dent du crime de Sam Shepard
- 2002 : Action de Sam Shepard
- 2002 : Gueule de Cowboy de Sam Shepard
- 2002 : 9 années au hasard (7+2)  de Patti Smith

### Adaptations
- 1954 : The grand and the small manoeuver d'après l’œuvre d’Arthur Adamov
- 1955 : Escurial d'après l’œuvre de Michel de Ghelderode
- 1958 : The Just Ones, d'après Les Justes d'Albert Camus
- 1964 : Set this House on Fire d'après l’œuvre de William Styron
- 1965 : The Cenci d'après l’œuvre d’Antonin Artaud
- 1970 : Black Sun / Pseudopod Messiah d'après les œuvres d’Antonin Artaud, Van Gogh et Roger Vitrac
- 1971 : To have it done with God's judgement d'après l’œuvre d’Antonin Artaud
- 1974 : Eugénie de Franval d'après les œuvres de Marquis de Sade
- 1987 : Savage/Love d'après l’œuvre de Sam Shepard
- 1987 : Nora/Julie d'après les œuvres de Ibsen, August Strindberg et Ingmar Bergman
- 2001 : Vol au-dessus d'un nid de coucou d'après les œuvres de Ken Kesey et Dale Wasserman
- 2002 : Le carnet de Trigorin d'après l’œuvre de Tennessee Williams, adaptation de  La Mouette d’Anton Tchekhov
- 2008 : Miss Julie in Louisiana d'après  Mademoiselle Julie d’August Strindberg

## Directions artistiques
- The Playmakers, Tinton Falls et Long Branch, États-Unis, 1955 - 1956
- The Free Southern Theatre, New Orléans, États-Unis, 1965
- Centre Dramatique Hennuyer, Mons, Belgique, 1987 - 1990
- Théâtre Marie Stuart, Paris, France, 1984 - 1995
- Acting International, Paris, France, 1980 - 2012

## Pédagogue
- Université du Wisconsin, Madison, Wisconsin, États-Unis, 1966 - 1967
- American Academy of Dramatic Arts, New York, État de New York, États-Unis, 1970 - 1973
- Drake University, Des Moines, Iowa, USA 1972 - 1973
- Sarah Lawrence College, Paris, France, 1981 - 1982
- Oxbridge Academic Programs (en), Paris, France, 1997 - 1998
- Acting International, Paris, France, 1980 - 2012

## Distinctions

### Récompenses
- 1956 : Off-Broadway Show Business Award, pour The Rainmaker
- 1973 : Festival de Toulon. Prix spécial du jury, pour Injun fender (Fender l'Indien)
- 1973 : Festival de Mannhein, Grand prix - le Ducat d'or, pour Injun fender (Fender l'Indien)
- 1973 : Festival de Locarno, Mention spéciale, pour Injun fender (Fender l'Indien)
- 1973 : Cinémathèque royale de Belgique, Prix l'Âge d'or, pour Injun fender (Fender l'Indien)

### Nominations
- 1973 : Prix Italia pour La Nef des Fous du Rock
- 1973 : Prix Europa, pour La Nef des Fous du Rock

## Quelques anciens élèves
- Denis Ménochet
- Élodie Yung
- Mar Sodupe
- Marc Citti
- Xavier Durringer
- Frédéric Balekdjian
- Mireille Perrier
- Hippolyte Girardot
- Pascal Demolon
- Gérald Laroche
- Lindsay Duncan
- Jean-François Cayrey
- Stéphanie Pasterkamp
- Raphaël Lenglet
- James Thierrée
- Emmanuelle Chaulet
- Tom Conti
- Kate Jackson
- Hossein Amini
- Thierry Godard
- Simon Buret
- Eye Haidara
- Jean-Claude Derudder
- Ingrid Chauvin
- Arben Bajraktaraj